# 索洛尼夫卡
51°59′9″N 31°39′7″E / 51.98583°N 31.65194°E
索洛尼夫卡（烏克蘭語：Солонівка）是位於烏克蘭北部切爾尼希夫州裏切爾尼希夫區的村莊，面積6.02平方公里，海拔高度144米，2001年人口482，人口密度每平方公里80.1人。